# Willebrord Snel van Royen
Willebrord Snel van Royen (Leiden, 1580-30 de octubre de 1626), también conocido como Snellius e indebidamente reflejado como Snell, fue un astrónomo y matemático neerlandés célebre por la ley de la refracción que lleva su nombre. Introdujo varios descubrimientos importantes sobre el tamaño de la Tierra y realizó mejoras al método aplicado del cálculo.

## Biografía
A pesar de comenzar los estudios de Derecho en la Universidad de Leiden mostró un gran interés por las matemáticas, disciplina que ya enseñaba incluso mientras cursaba sus estudios. En 1613 sustituyó a su padre, Rudolph Snel (1546-1613), como profesor de matemáticas en la Universidad de Leiden. En 1615 planeó y llevó a cabo un nuevo método para medir el radio de la Tierra por medio de la determinación de la longitud de un arco de meridiano calculado mediante triangulación, trabajo considerado la fundación de la geodesia; en su obra Eratosthenes Batavus, sive de terræ ambitus vera quantitate, publicado en 1617, describe el método empleado y el resultado obtenido para la longitud en kilómetros de un grado de meridiano (unos 107 km, frente a los 111 km considerados actualmente). Además, Snel se distinguió como matemático mejorando el método para el cálculo de π utilizado por los antiguos sabios griegos; con un polígono de 96 lados obtuvo 7 cifras correctas, mientras que con los métodos clásicos solo se habían obtenido dos. En 1621 enunció la ley de refracción de la luz adelantándose, según Christiaan Huygens (Dioptrika, 1703), a Descartes, a quien se atribuyó inicialmente el descubrimiento al publicarlo en 1637.
Además de sus trabajos para determinar el tamaño de la Tierra, publicó Cyclometria sive de circuli dimensione (1621); Tiphys Batavus, tratado sobre navegación en el que estudia la loxodromia (1624); Coeli et siderum in eo errantium observationes Hassiacae (1618), con las observaciones astronómicas de landgrave William IV de Hesse; y Villebrordi Snelli doctrinæ triangulorum canoniæ libri quatuor (1627), tratado sobre trigonometría publicado póstumamente.

## Obras

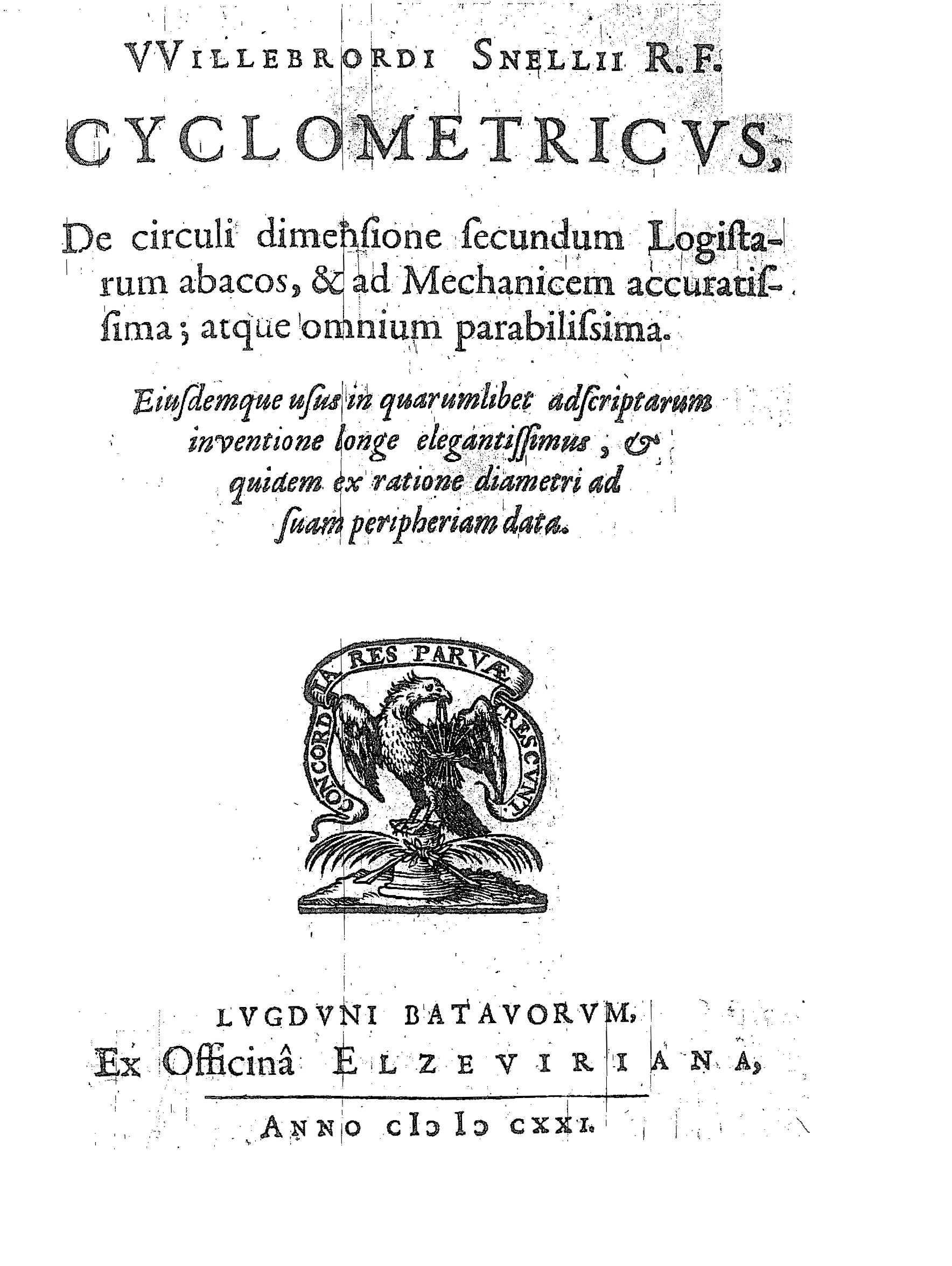
Cyclometricus, 1621

- Eratosthenes Batavus (en latín). Lugduni Batavorum: Joost van Colster, Joris Abrahamsz van der Marsce. 1617.
- Coeli et siderum in eo errantium observationes Hassicae (en latín). Lugduni Batauorum: Joost van Colster. 1618.
- Cyclometricus (en latín). Lugduni Batavorum: Matthijs Elzevier, Bonaventura Elzevier. 1621.
- Doctrinae triangulorum canonicae libri quatuor (en latín). Lugduni Batavorum: Joannes Maire. 1627.

## Eponimia
- La ley de Snell, que describe la refracción de los rayos de luz.
- El cráter lunar Snellius lleva este nombre en su memoria.[2]